# Палаццо-дей-Реттори (Беллуно)
Палаццо-дей-Реттори (Дворец ректоров) — историческое здание в городе Беллуно одноимённой провинции, находящееся к северу от площади Пьяцца-дель-Дуомо (Piazza del Duomo).

## История
Здание дворца было заказан городской «Collegio dei nobili» для подтверждения приверженности Венецианской республике (после Лиги Камбре). После его создания дворец стал резиденцией венецианского правительства в городе. В настоящее время здание является резиденцией префектуры.
Его строительство началось в 1409 году на месте бывшего средневекового замка. С 1496 года при ректоре Маттео Тьеполо (Matteo Tiepolo) начались новые работы под руководством венецианского архитектора Джованни Канди, которые превратили здание в его нынешний вид. Иизначально построенное в стиле венецианской готики, здание позже было украшено элементами эпохи Возрождения. Окончательно оформительские работы были завершены в 1536 году под руководством Джироламо Аримондо (Girolamo Arimondo). После землетрясений помещения дворца подвергались реставрации.
Палаццо-дей-Реттори состоит из портика на первом этаже с круглыми арками, украшенными капителями. Фасад имеет четырёхсветные окна на втором и третьем этажах, а также многосветное окно (в количестве семи) с балконам в центре третьего этажа. В нишах третьего этажа фасада находятся бюсты в память о всех ректорах (настоятелях) Венецианской республик XVII века.
В юго-восточном углу здания, на уровне крыши, выполнена башня с часами, построенная между 1536 и 1547 годами по проекту Валерио да Сан Витторе (Valerio da San Vittore) из города Фьезоле.